# Ԕ (слово ћирилице)
Ԕ ԕ (искошено: Ԕ ԕ) је слово ћириличног писма. То је унакрсни диграф ћириличних слова Л и Х.
Ԕ ԕ се користио у азбуци која се користила 1920-их за мокшански језик, где је представљао безвучни алвеоларни латерални апроксимант 

## Рачунарско кодирање
| Знак                      | Ԕ                           | Ԕ                           | ԕ                         | ԕ                         |
| ------------------------- | --------------------------- | --------------------------- | ------------------------- | ------------------------- |
| Назив у Уникоду           | CYRILLIC CAPITAL LETTER LHA | CYRILLIC CAPITAL LETTER LHA | CYRILLIC SMALL LETTER LHA | CYRILLIC SMALL LETTER LHA |
| Врста кодирања            | децимална                   | хексадецимална              | децимална                 | хексадецимална            |
| Уникод                    | 1300                        | U+0514                      | 1301                      | U+0515                    |
| UTF-8                     | 212 148                     | D4 94                       | 212 149                   | D4 95                     |
| Нумеричка референца знака | &#1300;                     | &#x514;                     | &#1301;                   | &#x515;                   |

## Слична слова
- Љ љ : Ћирилично слово
- Ԉ ԉ :Ћирилично писмо
- Л л :Ћирилично слово